# Sastroides bicolor
Sastroides bicolor es una especie de insecto coleóptero de la familia Chrysomelidae.
Fue descrita científicamente en 1994 por Mohamedsaid in Mohamed Said, Mohamed S.